# Franse Senaatsverkiezingen 1992
De Franse Senaatsverkiezingen van 1992 vonden op 27 september 1992 plaats. Het was de elfde keer dat een derde van de Senaat werd gekozen tijdens de Vijfde Franse Republiek.

## Verkiezingsprocedure
De Franse Senaat wordt indirect gekozen door middel van kiesmannen (grands électeurs), lokale volksvertegenwoordigers, zoals regionale-, departements-, en (soms) stadsbestuurders (w.o. burgemeesters en wethouders).

## Uitslag
| Groepering                             | Afkorting | Zetels | Verschil | Percentage |
| -------------------------------------- | --------- | ------ | -------- | ---------- |
| Union républicains et des indépendants | URI       | 47     |          |            |
| Socialiste                             | SOC       | 70     |          |            |
| Union centriste                        | UC        | 66     |          |            |
| Rassemblement pour la République       | RPR       | 90     |          |            |
| Rassemblement démocratique et européen | RDE       | 23     |          |            |
| Niet-ingeschrevenen                    | NI        | 10     |          |            |
| Communiste                             | COM       | 15     |          |            |
| Totaal:                                |           | 321    |          | 100,0 %    |

## Voorzitter
| Afbeelding | Persoon     | Datum van verkiezingen | Opmerking                             |
| ---------- | ----------- | ---------------------- | ------------------------------------- |
|            | René Monory | 2 oktober 1992         | nieuw gekozen Voorganger: Alain Poher |